# Mare de Dan Doutchi
Die Mare de Dan Doutchi (auch: Mare de Dandoutchi) ist ein See in der Gemeinde Bagaroua in Niger.

## Geographie
Die Mare de Dan Doutchi befindet sich etwa 48 Kilometer südöstlich des Hauptorts der Landgemeinde Bagaroua, die zum gleichnamigen Departement Bagaroua in der Region Tahoua gehört. Am südöstlichen Ufer des Sees liegt das Dorf Dan Doutchi. Die Landschaft um das auf 270 m Höhe gelegenen Gewässer ist durch den Übergang der Sahelzone zur Wüste Sahara charakterisiert.
Die Wasserfläche der Mare de Dan Doutchi ist durchschnittlich 1780 ha groß. Die durchschnittliche Wassertiefe beträgt 1,8 m. Der wichtigste Zu- und Abfluss des Sees ist das Trockental Zourourou, das auch als Tal von Keita bezeichnet wird und seinen Ursprung in der Hochebene Ader Doutchi hat. Der Einzugsbereich der Mare de Dan Doutchi ist Teil eines Systems aus Trockentälern im Ullemmeden-Becken östlich des Stroms Niger, zu denen auch der Dallol Maouri, die Maggia und der Tadiss gehören.
Bis Juli 1974 handelte es sich um eine kleine temporäre Wasserstelle in einem bewaldeten Gebiet. Dann kam es infolge starker Niederschläge flussaufwärts am Zourourou zu einem Dammbruch der Keita-Talsperre, die Mare de Dan Doutchi füllte sich mit Wasser und blieb ein permanenter See. Mit der Mare d’Akadané und der Mare de Tabalak sind in den 1970er Jahren zwei weitere Seen in Niger auf ähnliche Weise entstanden.

## Siedlungen
Neben dem Dorf Dan Doutchi, das bei der Volkszählung 2012 964 Einwohner hatte, liegen weitere Siedlungen um den See: das Dorf Ambagoura im Nordosten, der Weiler Tchala im Osten, die Dörfer Kabimawa und Dinkim im Südwesten, das Dorf Maraké und der Weiler Maraké Takadamé im Westen sowie das Dorf Jiga im Nordwesten.

## Ökologie
In der Mare de Dan Doutchi wurden bereits früh Fische ausgesetzt. Zu den Welsartigen zählen Bagrus bajad, der Aalraubwels, Synodontis schall und Chrysichthys auratus sowie mehrere Schilbe- und Auchenoglanis-Arten. Hinzu kommen Oreochromis niloticus und Zilles Buntbarsch aus der Familie der Buntbarsche, der Nilbarsch und mehrere Alestes-Arten. Der See ist ein wichtiger Überwinterungsplatz für Vögel. Es gibt hier mehr als 40 Vogelarten, darunter der Dunkle Wasserläufer, der Weißstorch, die Nilgans, der Rötelfalke und der Schwalbenschwanzaar. Etwa zwei Drittel der Vogelarten stammen aus der Paläarktis und etwa ein Drittel aus der Afrotropis.
In den Überschwemmungszonen um den See herrscht eine relativ dichte Vegetation vor. Hier wachsen in der Grasschicht Cenchrus biflorus und verschiedene Aristida-Arten. Zu den größeren Pflanzen zählen die Arabische Gummi-Akazie, der Anabaum und die Wüstendattel. Zwecks Befestigung der Ufer und Dünen wurden ferner Roter Eukalyptus, Prosopis juliflora, Gummiarabikumbäume und Niembäume angepflanzt.
Das Feuchtgebiet der Mare de Dan Doutchi steht nach der Ramsar-Konvention unter Schutz. Die Unterschutzstellung des 38.250 ha großen Gebiets erfolgte am 16. September 2005. Mögliche Gefährdungen bestehen unter anderem in einer Versandung des Sees infolge von Erosion und in Verschmutzungen des Wassers durch Haushalte und Pestizideinsatz.

## Wirtschaftliche Bedeutung
Die wirtschaftliche Hauptaktivität am See ist der Fischfang zu Handelszwecken. Der jährliche Ertrag wird auf 100 Tonnen geschätzt. Der überwiegende Teil des Fangs wird geräuchert, gebraten oder getrocknet und ins Nachbarland Nigeria exportiert. Frischfisch aus der Mare de Dan Doutchi wird in den Großstädten Tahoua, Agadez, Maradi und Niamey in Niger verkauft.
Wasser aus dem See findet als Trinkwasser, zum Tränken des Viehs und zur Bewässerung in der Landwirtschaft Verwendung. Das relativ feuchte Mikroklima in den Überschwemmungsgebieten begünstigt den Anbau von Obst und Gemüse. Dazu zählen Augenbohnen, Maniok, Sorghum, Süßkartoffeln und Zwiebeln.